# Suwałki (gmina wiejska)
Suwałki – gmina wiejska w województwie podlaskim, w powiecie suwalskim. W latach 1975–1998 gmina położona była w województwie suwalskim.
Siedziba gminy to Suwałki.
Według danych z 31 grudnia 2014 gminę zamieszkiwało 7346 osób.

## Struktura powierzchni
Według danych z roku 2002 gmina Suwałki ma obszar 264,82 km², w tym:
- użytki rolne: 54%
- użytki leśne: 28%

Gmina stanowi 20,25% powierzchni powiatu.

## Demografia

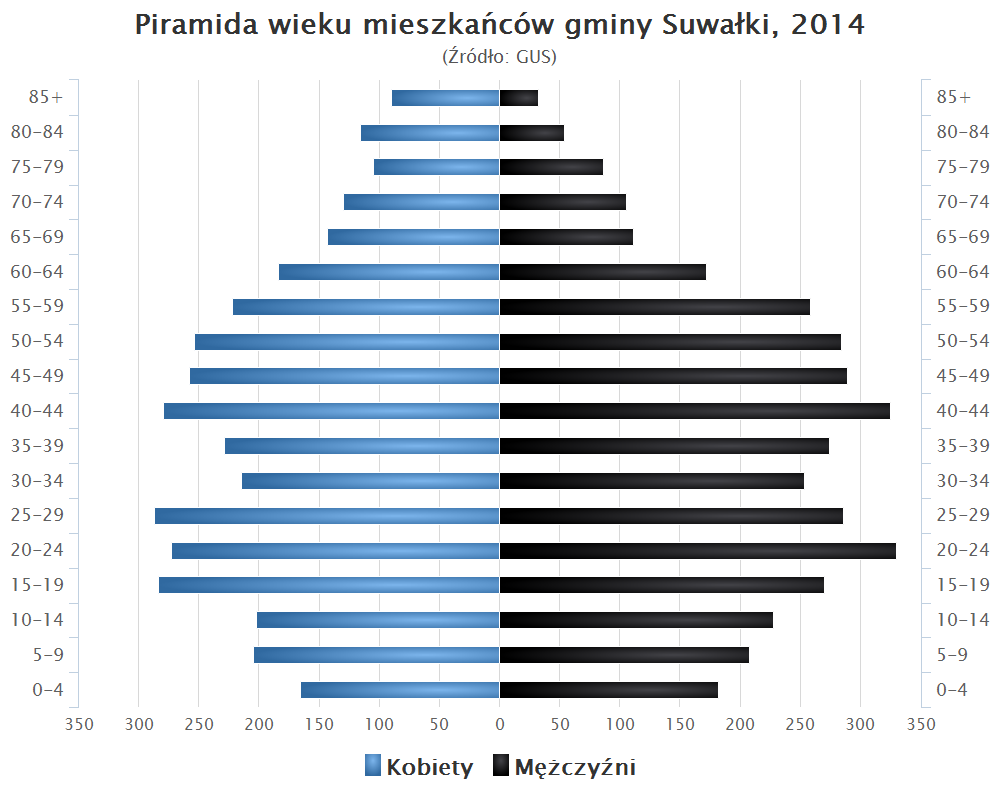
Piramida wieku mieszkańców gminy Suwałki w 2014 roku

Dane z 31 grudnia 2014:
| Opis                              | Ogółem | Ogółem | Kobiety | Kobiety | Mężczyźni | Mężczyźni |
| --------------------------------- | ------ | ------ | ------- | ------- | --------- | --------- |
| jednostka                         | osób   | %      | osób    | %       | osób      | %         |
| populacja                         | 7346   | 100    | 3632    | 49,44   | 3714      | 50,56     |
| gęstość zaludnienia (mieszk./km²) | 27,74  | 27,74  | 13,71   | 13,71   | 14,03     | 14,03     |

## Sołectwa
Biała Woda, Białe, Bobrowisko, Bród Mały, Bród Nowy, Bród Stary, Burdeniszki, Cimochowizna, Czarnakowizna, Czerwony Folwark, Dubowo Drugie, Dubowo Pierwsze, Gawrych Ruda, Korkliny, Korobiec, Kropiwne Nowe, Kropiwne Stare, Krzywe, Kuków, Kuków-Folwark, Leszczewek, Lipniak, Magdalenowo, Mała Huta, Niemcowizna, Nowa Wieś, Okuniowiec, Osinki, Osowa, Piertanie, Płociczno (wsie: Płociczno-Osiedle i Płociczno-Tartak), Poddubówek, Potasznia, Przebród, Sobolewo, Stary Folwark, Taciewo, Tartak, Trzciane, Turówka Nowa, Turówka Stara, Wasilczyki, Wiatrołuża Pierwsza, Wychodne, Zielone Drugie, Zielone Kamedulskie, Zielone Królewskie, Żyliny.

## Miejscowości bez statusu sołectwa
Gielniewo, Huta, Leszczewo, Słupie, Wasilczyki (osada leśna), Wigry.

## Sąsiednie gminy
Bakałarzewo, Filipów, Jeleniewo, Krasnopol, Nowinka, Przerośl, Raczki, Suwałki, Szypliszki

## Miasta partnerskie
- Okręg mariampolski
- gmina Sopoćkinie
- Starostwo Zujuny